# Marco Werner
Marco Werner, född den 27 april 1966 i Dortmund, är en tysk racerförare.

## Racingkarriär
Werner började relativt sent med riktig bilracing, men blev tvåa i det tyska F3-mästerskapet 1992.  
Han var sedan borta från scenen ett bra tag, innan han började köra Porsche Supercup på heltid 2000.  Han blev tvåa i serien både 2001 och 2002, och fick ett sportvagnskontrakt med Audi, och han har senare vunnit tre raka Le Mans 24-timmars med dem 2005-2007. 
Han har dessutom varit med och vunnit American Le Mans Series 2003, 2004 och 2008.